# Leptotarsus stuckenbergi
Leptotarsus stuckenbergi är en tvåvingeart som först beskrevs av Alexander 1956.  Leptotarsus stuckenbergi ingår i släktet Leptotarsus och familjen storharkrankar. Inga underarter finns listade i Catalogue of Life.